# Claudio Trachelio
Claudio Trachelio (Imperia, 20 marzo 1949) è un ex velocista e preparatore atletico italiano, specializzato nei 400 metri piani.

## Biografia
Inizia a gareggiare nel 1966 per la Unione Sportiva Maurina Imperia per passare poi nel 1969 alla Lilion Snia Varedo (poi SNIA Milano) fino alla fine della carriera salvo un intermezzo all'Aeronautica nel 1971. Conclude la sua carriera di atleta nel 1974.
Nel 1968 ha stabilito la migliore prestazione italiana sulla distanza non olimpica dei 300 e nel 1970 quella dei 500 m.
Ha vinto nel 1968 e nel 1969 il Campionato Italiano Juniores sui 400 m.
Ha partecipato agli Europei nel 1969 ad Atene (400 m e staffetta 4x400) nonché alla Coppa Europa del 1970 a Sarajevo e del 1973 a Oslo.
Ha inoltre partecipato alle Universiadi di Torino del 1970 e di Mosca del 1973.
Nel 1969 ha contribuito, come staffettista della 4×400 azzurra al miglioramento del record italiano portandolo da 3'04"6 a 3'04"1.
Ha inoltre contribuito a migliorare il record italiano nella 4x200 e 4x400 per formazioni di club.
Nel 1970 fu due volte campione italiano assoluto nella staffetta 3×1-2-3 giri indoor e nella staffetta 4×800 metri all'aperto.
Nel 1969, 1970, 1972 e 1974 è stato campione italiano di società della staffetta 4 x 400 (varie formazioni).
Laureato in Scienze motorie presso l'Università Cattolica del Sacro Cuore di Milano nel 1974, è docente presso la stessa università.
Autore di libri, saggi ed articoli sulla materia, è stato preparatore atletico per 20 anni della squadra di pallacanestro dell'Olimpia Milano.
È sposato con Silvia Chersoni, 13 volte azzurra di atletica leggera e più volte campionessa italiana.

## Record nazionali

### Seniores
- 300 m 33"2 ( Viareggio, 8 settembre 1969)
- 500 m 62"3 ( Milano,14 aprile 1970)
- Staffetta 4 x 400: 3'04"1 ( Atene, 20 settembre 1969) con Giacomo Puosi, Sergio Bello e Furio Fusi
- Staffetta 4 x 400 per squadre di club: 3'09"2 ( Milano, 2 luglio 1969) con Sergio Bello, Bruno Bianchi e Furio Fusi
- Staffetta 4 x 200 per squadre di club: 1'23"9 ( Milano, 1 luglio 1970) con Sergio Bello, Ennio Preatoni e Furio Fusi

## Progressione

### 400 m
| Stagione | Misura | Luogo     | Data  | Circostanza agonistica             |
| -------- | ------ | --------- | ----- | ---------------------------------- |
| 1967     | 47"7   | Genova    | 28-10 | Campionato Regionale Ligure - 1º   |
| 1968     | 47"6   | Roma      | 18-05 | Memorial Zauli Internazionale - 3º |
| 1969     | 46"6   | Milano    | 29-06 | Campionati Italiani - 2º           |
| 1970     | 46"9   | Madrid    | 30-05 | Incontro Italia-Spagna - 1º        |
| 1971     | 47"2   | Roma      | 08-07 | Campionati Italiani - 3º           |
| 1972     | 47"5   | Viareggio | 11-08 | Meeting Preolimpico - 4º           |
| 1973     | 47"1   | Roma      | 11-07 | Campionati Italiani - 2º           |
| 1974     | 47"9   | Milano    | 25-05 | Campionato Regionale Lombardo - 1º |

Nel 1966 da allievo corse i 300 m in 36" e i 1000 m in 2'33"4

## Top 10

### 400 m
| Stagione | Misura | Luogo     | Data  | Circostanza agonistica                 |
| -------- | ------ | --------- | ----- | -------------------------------------- |
| 1969     | 46"6   | Milano    | 29-06 | Campionati Italiani - 2º               |
| 1969     | 46"8   | Verona    | 16-08 | Incontro Italia- Cecoslovacchia - 1º   |
| 1969     | 46"9   | Firenze   | 26-07 | Campionati Italiani Juniores - 1º      |
| 1969     | 46"9   | Atene     | 17-09 | Campionati Europei - 5º Semifinale 1   |
| 1970     | 46"9   | Madrid    | 30-05 | Incontro Italia-Spagna - 1º            |
| 1969     | 47"1   | Atene     | 10-09 | Campionati Europei - 2ª Batteria 1     |
| 1969     | 47"1   | Stoccolma | 22-07 | Triangolare Italia-Svezia-Romania - 2º |
| 1970     | 47"1   | Roma      | 15-07 | Campionati Italiani - 2º               |
| 1973     | 47"1   | Roma      | 10-07 | Campionati Italiani - 2ª Batteria 1    |
| 1973     | 47"1   | Roma      | 11-07 | Campionati Italiani - 2º               |

Vanta inoltre altre 7 prestazioni sotto i 47"5, ulteriori 10 prestazioni sotto i 48" e non meno di ulteriori 14 prestazioni entro 48"5

## Palmarès
| Anno | Manifestazione | Sede     | Evento                | Risultato      | Prestazione | Note                    |
| ---- | -------------- | -------- | --------------------- | -------------- | ----------- | ----------------------- |
| 1969 | Europei        | Atene    | Staffetta 4×400 metri | 5º             | 3'04"1      | Record nazionale        |
| 1969 | Europei        | Atene    | 400 metri piani       | Semifinale     | 46"9        |                         |
| 1970 | Coppa Europa   | Sarajevo | Staffetta 4×400 metri | 4º             | 3'08"3      | Semifinale Coppa Europa |
| 1970 | Universiadi    | Torino   | Staffetta 4×400 metri |                | 3'08"3      |                         |
| 1970 | Universiadi    | Torino   | 400 m                 | Semifinale     | 47"4        |                         |
| 1973 | Coppa Europa   | Oslo     | Staffetta 4×400 metri | 2º             | 3'08"2      | Semifinale Coppa Europa |
| 1973 | Universiadi    | Mosca    | Staffetta 4×400 metri | 6º             | 3'09"2      |                         |
| 1973 | Universiadi    | Mosca    | 400 m                 | 2º in batteria | 47"6        |                         |

## Campionati nazionali
- 2 volte campione italiano Juniores dei 400 metri (1968-1969)
- 4 volte campione italiano assoluto della staffetta 4×400 metri (1969-1970-1972-1974)
- 1 volta campione italiano assoluto della staffetta 4×800 metri (1970)
- 1 volta campione italiano assoluto della staffetta 3×1-2-3 giri indoor (1970)

1966
- Argento ai Campionati italiani Allievi, 1000 m - 2'33"4

1968
- Oro ai Campionati italiani Juniores, 400 m - 49"6

1969
- Oro ai Campionati italiani Juniores, 400 m - 46"9
- Argento ai campionati italiani assoluti, 400 m - 46"6
- Oro ai campionati italiani assoluti, 4×400 m - 3'12"8 - Foot Ball Club Lilion Snia Varedo (Trachelio, Bianchi, Fusi, Bello)

1970
- Oro ai campionati italiani assoluti di atletica leggera indoor, staffetta 3×1-2-3 giri - 2'28"21 - Lilion Snia (Preatoni, Fusi, Trachelio)
- Oro ai campionati italiani assoluti, 4×400 m - 3'13"9 - Lilion Snia (Trachelio, Bianchi, Marinone, Fusi)
- Oro ai campionati italiani assoluti, staffetta 4×800 metri - 7'39"2 - Lilion Snia (Castelli, Mavaracchio, Fusi, Trachelio)
- Argento ai campionati italiani assoluti, 400 m - 47"1

1971
- Bronzo ai campionati italiani assoluti, 400 m - 47"2

1972
- Oro ai campionati italiani assoluti, 4×400 m - 3'15"5 - Lilion Snia (Borghi, Fusi, Bello, Trachelio)

1973
- Argento ai campionati italiani assoluti, 400 m - 47"1

1974
- Oro ai campionati italiani assoluti, 4×400 m - 3'12"2 - Lilion Snia (Borghi, Garbagnati, Bello, Trachelio)